# Långtjärnen (Hällesjö socken, Jämtland, 695748-151775)
Långtjärnen är en sjö i Bräcke kommun i Jämtland och ingår i Ljungans huvudavrinningsområde. Sjön har en area på 0,0519 kvadratkilometer och ligger 373,5 meter över havet.

## Delavrinningsområde
Långtjärnen ingår i det delavrinningsområde (695546-152202) som SMHI kallar för Inloppet i Tivsjön. Medelhöjden är 340 meter över havet och ytan är 7,6 kvadratkilometer. Räknas de 7 avrinningsområdena uppströms in blir den ackumulerade arean 43,73 kvadratkilometer. Tivsjöån (Öraån) som avvattnar avrinningsområdet har biflödesordning 4, vilket innebär att vattnet flödar genom totalt 4 vattendrag innan det når havet efter 107 kilometer. Avrinningsområdet består mestadels av skog (84 procent). Avrinningsområdet har 0,05 kvadratkilometer vattenytor vilket ger det en sjöprocent på 0,7 procent.